# Village (Aruba)
Village – miejscowość (plaats) i strefa (zone) w regionie Sint Nicolaas-Zuid w południowej części kraju autonomicznego Aruba, należącego do Holandii, w Ameryce Południowej. 1 stycznia 2020 r. liczyła 615 mieszkańców.  

## Podział administracyjny
W skład strefy wchodzi jedna miejscowość:
- Village

## Demografia
Strefa liczy 615 mieszkańców (1 stycznia 2020).
| Kobiety | Mężczyźni |
| ------- | --------- |
| 252     | 363       |